# 西藏溲疏
西藏溲疏（学名：Deutzia hookeriana）为虎耳草科溲疏属下的一个种。

## 扩展阅读
- 維基物種上的相關：西藏溲疏